# Łańcuch (teoria prawdopodobieństwa)
Łańcuch – proces stochastyczny określony na dyskretnej przestrzeni stanów.